# Architis robusta
Architis robusta là một loài nhện trong họ Pisauridae.
Loài này thuộc chi Architis. Architis robusta được miêu tả năm 1981 bởi Carico.